# Phelipara clarior
Phelipara clarior är en skalbaggsart som beskrevs av Stefan von Breuning 1973. Phelipara clarior ingår i släktet Phelipara och familjen långhorningar. Inga underarter finns listade i Catalogue of Life.